# Bäckerslund
Bäckerslund är en bebyggelse nordost om Åby i Kvillinge socken i Norrköpings kommun. Från 2015 avgränsar SCB här en småort.